# Pharyngochromis
Pharyngochromis è un piccolo genere di ciclidi haplochromini nativo dell'Africa Orientale, dove è stato osservato solamente nel bacino idrografico del fiume Zambesi.

## Specie
Vi sono attualmente due specie riconosciute in questo genere:
- Pharyngochromis acuticeps (Steindachner, 1866)
- Pharyngochromis darlingi (Boulenger, 1911)